# Jason Robards
Jason Nelson Robards Jr. (Chicago, Illinois; 26 de julio de 1922-Bridgeport, Connecticut; 26 de diciembre de 2000) fue un actor de cine y de teatro estadounidense, ganador de los premios Óscar, Emmy y Tony. Se convirtió en el actor referente del dramaturgo Eugene O'Neill.

## Biografía

### Primeros años
Jason Robards era hijo de Jason Robards, Sr., actor de reparto de la segunda época del cine mudo estadounidense. Este, junto con su familia, se trasladó a Nueva York y posteriormente a Los Ángeles, cuando Jason tenía tan solo seis años. 
En su etapa universitaria, los padres de Robards se divorciaron, circunstancia que, según confesaría el propio Robards, superó difícilmente. Tampoco asimiló con facilidad el hundimiento de la carrera artística de su padre, simultánea a la llegada del cine sonoro, y que afectó a muchas estrellas silentes, como Clara Bow, John Gilbert, etc. 
Este fue uno de los motivos que incitaron a Jason Robards a alistarse en la Armada de los Estados Unidos, después de su graduación, en 1940.

### Servicio en la Armada durante la Segunda Guerra Mundial
Encargado en el puesto de radio de tercera clase, fue asignado al crucero USS Honolulu (CL-48) fondeado en Pearl Harbor en 1941. El joven estuvo a bordo del navío durante el ataque de los japoneses, el día 7 de diciembre. A partir de aquí, fue testigo de muchas de las batallas del Pacífico, como la Batalla de Midway, la Batalla de Guadalcanal y la Batalla de la Isla de Santa Cruz.
Durante la Batalla de Tassafaronga, la noche del 30 de noviembre de 1942, su embarcación, el Northampton, se hundió a causa de dos torpedos japoneses. Robards estuvo achicando agua hasta la madrugada, cuando fueron rescatados por un destructor. Esta acción le valió una condecoración por su valor durante el combate. 
Dos años después, sería testigo de otro dramático hecho, cuando servía en el USS Nashville II (CL-43), en el desembarco de la invasión de Mindoro. El 13 de diciembre, un kamikaze japonés se estrelló contra el casco del navío, lo que causó la muerte de 223 tripulantes. 
Una vez acabada la guerra, se planteó seriamente el empezar su carrera como actor. Su padre le aconsejó entrar en el American Academy of Dramatic Arts de Nueva York.

### Carrera actoral
Después de terminar sus estudios, su carrera profesional empezó en la radio y en el teatro. Se trasladó a Nueva York, consiguiendo algunos roles en la radio y en los escenarios de Broadway. 
Su primer papel protagonista le llegó en 1956, en una escenificación a cargo del director teatral panameño José Quintero, sobre una obra de Eugene O'Neill: The Iceman Cometh. Primero sería una obra teatral y a partir de 1960, una obra televisiva. En cualquier caso, fue un gran éxito en ambos formatos. El mismo 1956 repite director y autor en Long Day's Journey into Night, en cuya versión cinematográfica intervino en el mismo papel.
El debut de Robards en el cine data de 1959, en una película en la que compartía protagonismo con Anouk Aimée, Deborah Kerr y Yul Brynner, titulada Rojo atardecer, del director Anatole Litvak.
Poco después llegarían los roles del psiquiatra Dick Diver en la adaptación de la novela de Francis Scott Fitzgerald Suave es la noche (1962), en la que fue dirigido con todo lujo de medios por Henry King, en una superproducción de la 20th Century Fox en que también sobresalían Jennifer Jones y Joan Fontaine; el alcohólico Jamie Tyrone en Larga jornada hacia la noche (1962), de Sidney Lumet —que ya había representado cinco años antes en el teatro, con un notable éxito de crítica—, junto con dos estrellas de la interpretación como Katharine Hepburn y Ralph Richardson; y el rol del dramaturgo George S. Kaufman, en la biografía titulada Act One (1964). 
Siguió curtiéndose en películas de todo tipo de géneros durante los años siguientes, encarnando a personajes de cada vez mayor peso, destacando el exitoso drama Miles de payasos (1965), de Fred Coe, junto con Martin Balsam; la comedia ligera Cualquier miércoles (1966), de Robert Ellis Miller, junto con Jane Fonda, Claire Trevor y Dean Jones; y el western dramático-psicológico El destino también juega (1966), de Fielder Cook, con Henry Fonda y Joanne Woodward. 
Con su recreación de Al Capone en la película más famosa de Roger Corman, La masacre del Día de San Valentín (1967), comenzó a encadenar éxitos de taquilla y a ser valorado como un actor a punto de consagrarse y a considerar. Así llegarían la encarnación del pistolero Doc Holliday en La hora de las pistolas (1967), de John Sturges, compartiendo cartel con James Garner; la comedia romántica El novio de mi mujer (1967), de Bud Yorkin, en compañía de Jean Simmons, Dick van Dyke y Debbie Reynolds; la biografía sobre la bailarina Isadora Duncan, Isadora (1968), de Karel Reisz, junto con Vanessa Redgrave; o el western ideado por Sergio Leone, tras haber tenido un poderoso e hipnótico sueño, Hasta que llegó su hora en 1968, compartiendo cartel con Henry Fonda, Claudia Cardinale y Charles Bronson.
La década de 1970 fue la época más prolífica de su carrera, la que comenzó con el reconocimiento a nivel popular, de la calidad de sus interpretaciones, desde La balada de Cable Hogue, de 1970, que inicia su colaboración con el realizador Sam Peckinpah, hasta Melvin y Howard, en 1980, de Jonathan Demme, uno de sus trabajos más elogiados -nominación al Óscar incluida-. En esa década (1972) producto de su afición al alcohol tuvo un accidente con su vehículo que lo tuvo al borde de la muerte. Luego de una profunda reconstrucción de su rostro mediante cirugías plásticas, continuó su carrera actoral.
Se destacó en títulos como el filme bélico Tora! Tora! Tora! (1970); el alegato antibelicista Johnny cogió su fusil, de Dalton Trumbo (1971), junto con Timothy Bottoms; el western Pat Garrett y Billy The Kid (1973), con Kris Kristofferson, James Coburn y Bob Dylan, de nuevo con Peckinpah; la multipremiada recreación del caso Watergate, Todos los hombres del presidente (1976), de Alan J. Pakula, junto con Robert Redford, Dustin Hoffman, Martin Balsam y Jack Warden; la adaptación de la obra de Lillian Hellman, Julia, de Fred Zinnemann, en 1977, junto con Jane Fonda, Vanessa Redgrave y Meryl Streep, y Huracán (1979), de Jan Troëll, junto con Mia Farrow, filme producido por Dino de Laurentiis.
La década de 1980 logra hacer destacar las producciones en las que interviene, tanto en cine como en televisión: Hola, Mr. Dugan (1983), de Herbert Ross, drama donde actuaba junto con Marsha Mason y Matthew Broderick, en una obra de origen teatral del marido de aquella, Neil Simon; El día después (1983), un telefilm dramático sobre una explosión nuclear que se adelantó al Accidente de Chernóbil, de Nicholas Meyer; El largo y cálido verano (1985), remake televisivo de Tennessee Williams, con Don Johnson y Cybill Shepherd; Enséñame a bailar (1987), de Daniel Petrie, junto con Jane Alexander y Winona Ryder; El precio de la pasión (1988), interpretado por Diane Keaton y Liam Neeson; Dulce hogar... ¡a veces! (1988), de Ron Howard), al lado de Steve Martin, Dianne Wiest y Keanu Reeves; Más allá del arco iris (1989), de Mike Hodges), con Rosanna Arquette y Tom Hulce.  
La década de 1990 supone el final de su carrera, con dos éxitos mayores: Philadelphia (1993) y Magnolia (1999), su última gran aparición en la gran pantalla. También destacan otros títulos de mérito, como: Peso de corrupción (1992), de Mark Frost, con James Spader y Joanne Whalley Kilmer; The paper (Detrás de la noticia) (1994), junto con Robert Duvall, Michael Keaton, Marisa Tomei y Glenn Close; y Marea roja (1995), junto con Denzel Washington.
En 1976 y 1977, Jason Robards ganó por dos años consecutivos el Premio Óscar en la categoría de mejor actor secundario. Primero por el papel de editor del Washington Post, Ben Bradlee, en Todos los hombres del presidente, y después por la del novelista Dashiell Hammett en Julia. Robards conseguiría una tercera nominación por Melvin y Howard, por la que no consiguió el Óscar. 
Jason Robards murió el 26 de diciembre de 2000, víctima de un cáncer.
En definitiva, Robards fue un actor con un gran talento dramático, amante de la escena teatral -fueron innumerables sus apariciones en las tablas neoyorquinas-. Su matrimonio con Lauren Bacall se produce tras conocerse y enamorarse trabajando en una nueva versión del film de Tracy-Hepburn de 1942 La mujer del año.

## Filmografía
| - (1959) Rojo atardecer (The Journey), de Anatole Litvak. - (1961) Brotes de pasión o Poseídos por el amor (By Love Possessed), de John Sturges. - (1962) Larga jornada hacia la noche (Long Day's Journey Into Night), de Sidney Lumet. - (1962) Suave es la noche (Tender is the Night), de Henry King. - (1963) Act One, de Dore Schary. - (1965) El payaso de la ciudad o Miles de payasos (A Thousand Clowns), de Fred Coe. - (1966) Cualquier miércoles (Any Wednesday), de Robert Ellis Miller. - (1966) El destino también juega (A Big Hand for the Little Lady), de Fielder Cook. - (1967) La hora de las pistolas (Hour of the Gun), de John Sturges. - (1967) La matanza del día de San Valentín (The St. Valentine’s Day Massacre), de Roger Corman. - (1967) El novio de mi mujer (Divorce American Style), de Bud Yorkin. - (1968) Isadora (Isadora), de Karel Reisz. - (1968) The Night They Raided Minsky's, de William Friedkin. - (1968) Hasta que llegó su hora (C’era una volta il West), de Sergio Leone. - (1970) Locos (Fools), de Tom Gries. - (1970) El asesinato de Julio Cesar (Julius Caesar), de Stuart Burge. - (1970) Valor sin recompensa (Rosolino Paternò: Soldato...), de Nanni Loy. - (1970) Tora! Tora! Tora! (Tora! Tora! Tora!), de Richard Fleischer. - (1970) La balada de Cable Hogue (The Ballad of Cable Hogue), de Sam Peckinpah. - (1971) Asesinatos en la calle Morgue (Murders in the Rue Morgue), de Gordon Hessler. - (1971) Jud, de Gunther Collins. - (1971) Johnny cogió su fusil (Johnny Got His Gun), de Dalton Trumbo. - (1972) Guerra entre hombres y mujeres (The War Between Men and Women), de Melville Shavelson. - (1973) The Death Merchants, conocida también como Tod eines Fremden o The Execution. - (1973) Pat Garrett y Billy el Niño (Pat Garrett and Billy the Kid), de Sam Peckinpah. - (1975) Mr. Sycamore, de Pancho Kohner. - (1975) Un muchacho y su perro, de L. Q. Jones. - (1976) Todos los hombres del presidente (All the President’s Men), de Alan J. Pakula. - (1977) Julia (Julia), de Fred Zinnemann. - (1978) Llega un jinete libre y salvaje (Comes a Horseman), de Alan J. Pakula. - (1979) Huracán (Hurricane), de Jan Troell. - (1980) Melvin y Howard (Melvin and Howard), de Jonathan Demme. - (1980) Rescaten el Titanic (Raise the Titanic), de Jerry Jameson. - (1980) Caboblanco, de J. Lee Thompson. - (1981) La leyenda del Llanero Solitario (The Legend of the Lone Ranger), de William A. Fraker. - (1982) El carnaval de las tinieblas (Something Wicked This Way Comes), de Jack Clayton. | - (1983) Hola, Mr. Dugan (1983) (Max Dugan Returns), de Herbert Ross. - (1983) El día después (The Day After), de Nicholas Meyer. - (1984) The World of Tomorrow (narrador). - (1984) America and Lewis Hine (doblaje). - (1987) Enséñame a bailar (Square Dance), de Daniel Petrie. - (1987) Norman Rockwell: entre padre e hijo, de John Wilder. - (1988) El precio de la pasión (The Good Mother), de Leonard Nimoy. - (1988) Una esposa para la Navidad (The Christmas Wife), de David Hugh Jones. - (1988) Noches de neón (Bright Lights, Big City), de James Bridges. - (1989) ¡Dulce hogar... a veces! (Parenthood), de Ron Howard. - (1989) El reencuentro del amigo (Reunion), de Jerry Schatzberg. - (1989) Una chica de ensueño (Dream a Little Dream), de Marc Rocco. - (1990) Con la poli en los talones (Quick Change), de Howard Franklin. - (1990) Más allá del arco iris (Black Rainbow), de Mike Hodges. - (1991) El mayor homenaje (The Perfect Tribute), de Jack Bender. - (1991) Una mujer inoportuna (An Inconvenient Woman), de Larry Elikann. - (1991) Chernobyl: el principio del fin (Chernobyl: The Final Warning), de Anthony Page. - (1991) Mark Twain y yo (Mark Twain and Me), de Daniel Petrie. - (1992) Empire of the Air: The Men Who Made Radio (narrador). - (1992) El peso de la corrupción (Storyville), de Mark Frost. - (1992) Lincoln, de Peter W. Kunhardt y James A. Edgar. - (1993) Philadelphia (Philadelphia), de Jonathan Demme. - (1993) El proceso de Kafka (The Trial), de David Hugh Jones. - (1993) Las aventuras de Huckleberry Finn (The Adventures of Huck Finn), de Stephen Sommers. - (1993) Heidi (Heidi), de Michael Ray Rhodes, como el Viejo de los Alpes. - (1994) BASEball (Baseball), de Ken Burns. - (1994) Pequeña gran liga (Little Big League), de Andrew Scheinman. - (1994) The paper (Detrás de la noticia) (The Paper), de Ron Howard. - (1995) Un muchacho llamado Journey (Journey), de Tom McLoughlin. - (1995) Marea roja (Crimson Tide), de Tony Scott. - (1997) Heredarás la tierra (A Thousand Acres), de Jocelyn Moorhouse. - (1997) The Great American West (narrador). - (1998) El desafío de Logan (Heartwood), de Lanny Cotler. - (1998) El tesoro de la isla de coral (The Real Macaw), de Mario Andreacchio. - (1999) Magnolia (Magnolia), de Paul Thomas Anderson. - (1999) Mi enemigo íntimo (Mein liebster Feind - Klaus Kinski), de Werner Herzog. - (2000) Vuelta a casa (Going Home), de Ian Barry. - (1998) Enemy of the State. - (1998) Beloved. - (2000) They Drew Fire: Combat Artists of World War II (narrador). |

## Teatro
- No Man's Land, 1994
- Park Your Car in Harvard Yard, 1992
- Love Letters, 1989
- Ah, Wilderness!, 1988
- Long Day's Journey Into Night, 1988
- A Month of Sundays, 1987
- The Iceman Cometh, 1985
- You Can't Take It With You, 1983
- A Touch of the Poet, 1977
- A Moon for the Misbegotten, 1973
- The Country Girl, 1972
- We Bombed in New Haven, 1968
- The Devils, 1965
- Hughie, 1964
- But For Whom Charlie, 1964
- After the Fall, 1964
- A Thousand Clowns, 1962
- Big Fish, Little Fish, 1961
- Toys in the Attic, 1960
- The Disenchanted, 1958
- Long Day's Journey Into Night, 1956

## Premios y nominaciones
Óscar
| Año  | Categoría              | Película                         | Resultado |
| ---- | ---------------------- | -------------------------------- | --------- |
| 1977 | Mejor Actor de Reparto | Todos los hombres del presidente | Ganador   |
| 1978 | Mejor Actor de Reparto | Julia                            | Ganador   |
| 1981 | Mejor Actor de Reparto | Melvin y Howard                  | Nominado  |

Festival Internacional de Cine de Cannes
| Año  | Categoría   | Película                     | Resultado |
| ---- | ----------- | ---------------------------- | --------- |
| 1962 | Mejor actor | Larga jornada hacia la noche | Ganador   |